# Theatre Wittgenstein: Part 1 - A Man's Life
《Theatre Wittgenstein : Part 1 - A Man's Life》는 대한민국의 록 밴드 비트겐슈타인의 앨범이다.

## 앨범
영국과 미국을 오가며 솔로 테크노 앨범과 모노크롬 활동을 하던 신해철이 임형빈, 미국에서 만난 기타리스트 데빈과 함께 3인조 밴드를 조직하고 저예산 홈레코딩으로 앨범을 만들어보자는 기획 아래 작업하여 내놓은 첫 정규앨범이자 마지막 앨범이다. 데빈은 기타와 베이스, 임형빈은 피아노와 키보드, 신해철은 보컬과 드럼 프로그래밍을 주로 담당했으며 드럼은 전자 드럼을 사용했다.

## 수록곡
- 앨범 뒷면의 트랙리스트에는 레스토랑의 메뉴판 형태를 차용했다.

Wittgenstein Menu

- 전체 편곡: 신해철

| #  | 제목                            | 작사   | 작곡           | 재생 시간 |
| -- | ------------------------------- | ------ | -------------- | --------- |
| 1. | 〈Theatre Wittgenstein Part 1〉 | 신해철 | 임형빈         | 2:17      |
| 2. | 〈백수의 아침〉                 | 신해철 | 신해철         | 4:41      |
| 3. | 〈Friends〉                     | 신해철 | 신해철, 임형빈 | 4:50      |

| #  | 제목                            | 작사   | 작곡           | 재생 시간 |
| -- | ------------------------------- | ------ | -------------- | --------- |
| 4. | 〈Theatre Wittgenstein Part 2〉 | 신해철 | 임형빈         | 2:02      |
| 5. | 〈오버액션 맨〉                 | 신해철 | 신해철, 임형빈 | 4:21      |
| 6. | 〈Cynical Love Song〉           | 신해철 | 신해철         | 4:53      |
| 7. | 〈수컷의 몰락 PART 1〉          | 신해철 | 신해철         | 5:50      |

| #   | 제목                            | 작사   | 작곡   | 재생 시간 |
| --- | ------------------------------- | ------ | ------ | --------- |
| 8.  | 〈Theatre Wittgenstein Part 3〉 | 신해철 | 임형빈 | 1:04      |
| 9.  | 〈소년아 기타를 잡아라〉        | 신해철 | 신해철 | 5:39      |
| 10. | 〈The Pressure〉 (압박)         | 임형빈 | 임형빈 | 4:00      |
| 11. | 〈수컷의 몰락 PART 2〉          | 신해철 | 임형빈 | 6:15      |

| #             | 제목                   | 작사·작곡     | 재생 시간 |
| ------------- | ---------------------- | ------------- | --------- |
| 12.           | 〈Dear My Girlfriend〉 | 임형빈        | 4:40      |
| 총 재생 시간: | 총 재생 시간:          | 총 재생 시간: | 55:07     |

- 보너스 트랙으로는 〈The Pressure〉의 가사 무삭제 버전이 수록되었다. (51분 08초부터 시작.)

## 참여
이 목록은 해당 앨범의 부클릿 〈staff〉목록에서 발췌하였다.
비트겐슈타인
- 신해철 - 프로듀서, 기술, 믹싱, 리드 보컬(1~11), 베이스 기타(2), 드럼 프로그래밍(1~6, 8~10, 12), 코러스(2, 3, 11), 오케스트라 프로그래밍(3, 12), 오케스트라 편곡(3, 12), 리듬 프로그래밍(5), 보코더 기타(6), 나레이션(7), 루프(7), 프로그래밍(7), 랩(10), 백워드 보컬(11)
- 데빈 - 전기 기타(1~12), 베이스 기타(1, 3~6, 8, 10, 11), 어쿠스틱 기타(2, 3, 12), 기술·믹싱 보조
- 임형빈 - 보컬(1, 4, 8, 10, 11), 건반 악기(3, 5, 6, 12), 피아노(1~3, 12), 무그(2, 9), 코러스(2, 3, 6), 오케스트라 편곡(3, 12), 스크래치(5, 9~11), 보코더(5), 루프(6), F.X(9), 랩(10), 리드 보컬(12), 기술·믹싱 보조

스탭
- Cromotron, Baxter Street Recordings(미국) - 믹싱 스튜디오
- Ted Jenson(Sterling Sound) - 마스터링
- Daniel Lee - 디지털 이미징, 사진(커버)
- 이기현 - 사진(부클릿)
- Fannie Lee - 헤어
- Sueane Mun, 이현주 - 메이크업
- 김남훈 - 이그제큐티브 프로듀서
- 빅뱅 뮤직(김현태, 김미연, 김남훈) - 매니지먼트
- 吳自畵의 神風 - 아트 디렉터